# Буянін Григорій Григорович
Буянін Григорій Григорович (24 липня 1924, д. Гаї, Нижньоломівський повіт, Пензенська губернія, РРФСР, СРСР — 30 липня 1989, Одеса) — передовик радянської будівельної галузі, бригадир слюсарів-монтажників Асбестівського монтажного управління Міністерства монтажних та спеціальних будівельних робіт СРСР, Свердловська область, Герой Соціалістичної Праці (1971).

## Біографія
Народився 24 липня 1924 року в селі Гаї Нижньоломівського повіту Пензенської губернії в російській родині. Завершив навчання у п'яти класах школи. З 1939 року розпочав свою трудову діяльність.
З 1956 року працював в Асбестівському монтажному управлінні тресту «Союзшахтоспецмонтаж» Міністерства монтажних та спеціальних будівельних робіт СРСР. 1969 року колективу під керівництвом Буяніна присвоєно звання «Бригада комуністичної праці».
Указом Президії Верховної Ради СРСР від 7 травня 1971 року за досягнення високих показників у будівництві Григорію Григоровичу Буяніну було надано звання Героя Соціалістичної Праці з врученням ордена Леніна та медалі «Серп і Молот».
Був членом Асбестівського міськкому КПРС. У партії з 1957 року.
1978 року переїхав до Одеси на будівництво припортового заводу. 1984 року вийшов на заслужений відпочинок, проживав в Одесі.
Помер 30 липня 1989 року в Одесі. Похований на Північному цвинтарі міста.